# 登肯多夫
登肯多夫（德語：Denkendorf，發音：[ˈdɛŋkn̩ˌdɔʁf] ⓘ）是德国巴登-符腾堡州斯图加特行政区埃斯林根县的市镇，面积13.05平方千米，2023年12月31日人口为11,312人。